# Emilie Beckmann
Emilie Beckmann (Tune, 4 febbraio 1997) è una nuotatrice danese.

## Carriera
Beckmann, insieme a Mie Nielsen, Matilde Schroder, e Jeanette Ottesen, ha vinto la medaglia di bronzo nella staffetta 4x50m misti ai Mondiali in vasca corta di Windsor 2016. 
Agli Europei in vasca corta di Copenaghen 2017 si è aggiudicata complessivamente quattro medaglie: nei 50m farfalla ha ottenuto il secondo posto dietro l'olandese Ranomi Kromowidjojo, sulla distanza dei 100m è giunta terza, e ha inoltre vinto un'altra medaglia d'argento e un bronzo rispettivamente nelle staffette 4x50m misti e nella 4x50m stile libero.
Nel corso dei campionati europei di Glasgow 2018 ha ottenuto anche i suoi primi importanti successi in vasca lunga, con i due secondi posti raggiunti nei 50m farfalla e nella staffetta 4x100m misti.

## Palmarès
- Mondiali in vasca corta

Windsor 2016: bronzo nella 4x50m misti.
- Europei

Glasgow 2018: argento nei 50m farfalla e nella 4x100m misti.
Budapest 2020: bronzo nei 50m farfalla.
- Europei in vasca corta

Copenaghen 2017: argento nei 50m farfalla e nella 4x50m misti, bronzo nei 100m farfalla e nella 4x50m sl.
Glasgow 2019: bronzo nei 50m farfalla, nella 4x50m sl e nella 4x50m misti mista.

## International Swimming League
| Stagione 2020 | Stagione 2021 |
| ------------- | ------------- |
| Iron          | Iron          |